# Aspalathus erythrodes
Aspalathus erythrodes là một loài thực vật có hoa trong họ Đậu. Loài này được Eckl. & Zeyh. miêu tả khoa học đầu tiên.